# Schloss Vöstenhof
Das Schloss Vöstenhof ist ein Schloss in Vöstenhof in Niederösterreich. Es befindet sich in Privatbesitz. Das Schloss steht unter Denkmalschutz (Listeneintrag).

## Geschichte
Die „Feste zum Hof“ (heute Vöstenhof) wurde wahrscheinlich im 13. Jahrhundert erbaut. 1381 verkaufte Albero Stuchs von Trautmannsdorf das Schloss an Herzog Albrecht III. 1387 erhielt Johann von Liechtenstein die Herrschaft, die jedoch bald wieder von den landesfürstlichen Pflegern selbst verwaltet wurde. 1483 erhielt Martin Neidegger das Lehen und es blieb bis 1592 in der Familie. In dieser Zeit wurde die Feste als „Hoff zu Neydeckh“ bezeichnet. 1592 kaufte Hieronymus Wurmbrandt, der Erbküchenmeister der Steiermark, die Burg für 13.000 Gulden und ließ sie 1597 zum heutigen Renaissanceschloss umbauen. 1621 bis 1912 war das Schloss im Besitz der Grafen Hoyos. Im 19. Jahrhundert ließen sie den Bau stetig verfallen, bis 1894 mit der Restaurierung begonnen wurde. Zwischen 1910 und 1912 wurde der Bergfried erhöht und die Fassade erneuert. Dann kauften die Fürsten Schwarzenberg das Schloss und anschließend ging es in den Besitz der Familie Czernin über. General Emil Graf Spannocchi, Gatte einer Gräfin Czernin, war bis zu seinem Tod der Schlossherr.